# Organització d'Esquerra Comunista
Organització d'Esquerra Comunista va ser un partit polític d'Espanya fundat en 1974 de la fusió dels Núcleos Obreros Comunistas d'Euskadi i els Cercles Obrers Comunistes, les arrels dels quals, al seu torn, estaven en el FOC (Front Obrer de Catalunya), la versió catalana del FLP. A aquest tronc principal cal afegir diversos grups cristians obrers, com el cordovès GAB (Grupos Anticapitalistas de Base), impulsat per treballadors procedents de les JOC (Joventut Obrera Cristiana, branca juvenil de les HOAC). Petits grups de les JOC s'integraren a OIC a diversos indrets de l'estat. Un altre grup que també va confluir en OIC foren els NOC bascos (Nuclis Obrers Comunistes).

## Ideologia
Originalment, va prendre el nom d'OICE (Organització d'Esquerra Comunista d'Espanya), perdent la seva última sigla en 1978 quan va passar a definir-se com a marxista-leninista. Fins a aquesta data s'havia mogut en el marc del marxisme revolucionari, oposat a l'estalinisme i inspirat en Rosa Luxemburg, Antonio Gramsci, György Lukács, Lev Trotski i, en menor mesura, Mao Tse Tung. En un dels seus documents fundacionals, l'Anteproyecto (l'altre va ser el Documento de Vigo), s'afirmaven els aspectes de coincidència entre la teoria leninista de la revolució i les aportacions de Trotski, teòric de la revolució permanent. En gran manera, la seva organització històrica de referència era el Partit Obrer d'Unificació Marxista (POUM), de clara filiació antiestalinista i expressió genuïna del marxisme català. En aquesta primera etapa, una organització política afí va ser AC (Acció Comunista) amb la qual va concórrer, juntament amb la LCR, a les eleccions generals espanyoles de 1977 en la coalició Front per la Unitat dels Treballadors que no va obtenir cap parlamentari.

## Treball de masses
Des dels seus inicis va impulsar les Comissions i Plataformes Anticapitalistes organització de masses que s'estructurava en fronts (empreses, barris i pobles, sanitat, ensenyants, estudiants, intel·lectuals, pagesos, etc.). Les concepcions teòriques i polítiques profundament lligades a un concepte autoorganitzatiu autònom dels moviments populars dugueren l'OIC a oposar-se inicialment a la implantació de sindicats de tall tradicional i a defensar el paper de l'assemblea i les comissions representatives. Evidentment una tal concepció es va demostrar exitosa en els moments àlgids de lluita, desbordant sovint per l'esquerra el reformisme del PCE, però amb una impossibilitat pràctica d'estabilitzar-se en els moments de refluxe. Quan, entre el 1976 i 1977, ja es va fer evident l'èxit de la implantació d'un model sindical de tall tradicional, l'OIC va intentar promoure una proposta sindical unitària des de la base (la CUT o Central Única de Treballadors). Fracassat aquest intent i consolidada la proposta de pluralisme sindical que impulsaven els partits majoritaris de l'esquerra, l'OIC va participar en diverses plataformes sindicals. Així, no era estrany topar-se amb militants d'OIC treballant a CCOO i, en major mesura, a UGT i USO. Després de la seva fusió amb el Moviment Comunista, Comissions Obreres va passar a ser la seva referència sindical indiscutible.

## Evolució
OIC sorgia des d'un plantejament marxista molt obert. La seva principal aportació era el rebuig a l'escolasticisme dogmàtic. Però la seva història, en part sorgida dels moviments de base d'origen cristià, li proporcionava un notable arrelament en els diversos moviments populars. Aquesta capacitat li permetia analitzar la realitat amb una sorprenent lucidesa, tot i els evidents plantejaments maximalistes que caracteritzaven la pràctica política del partit. D'aquesta manera el realisme, sorgit d'una innegable connexió amb el moviment obrer, es combinava amb una aferrissada defensa de la democràcia directa i amb la negativa a utilitzar les institucions del règim franquista (sindicats verticals). Entre el franquisme vigent i la democràcia burgesa per venir l'OIC teoritzava una sortida socialista a partir de la incapacitat de les classes dominants de renovar l'aparell de l'estat. Aquesta alternativa socialista partia d'un procés d'enfortiment de la consciència de classe i de la capacitat d'autoorganitzar-se. El Lukács de "Història i consciència de classe" i el Gramsci dels textos estratègics del primer PCI, amb una lectura no dogmatitzada de Lenin i Trotski, fonamentaven una filosofia marxista i anticapitalista que sobrevalorava les possibilitats del moviment popular i que, a més a més, es va topar amb l'èxit de la transició pactada entre els successors del règim i els partits anomenats reformistes (PCE i PSOE). Sense capacitat de fer front a les noves circumstàncies polítiques el partit va entrar en un procés de desorientació i crisi interna que el va dur a fusionar-se amb el MC Moviment Comunistai, en definitiva, a desaparèixer com la majoria d'organitzacions de l'esquerra revolucionària de l'època.
El seu primer secretari general va ser Dídac Fàbregas i Guillén va dimitir l'11 de gener de 1978 va dimitir del seu càrrec de secretari general de la OIC en produir-se una votació majoritària en l'executiva federal en la qual se li exigia la fusió amb el Moviment Comunista, va ser expulsat del partit a la fi de 1978, acusat de malversació econòmica en la comercialització de la revista Zona Abierta, controlada pel partit i va acabar integrant-se en el PSC-PSOE, arribant a ser director general de Política Autonòmica del govern d'Espanya, per un breu període.
Fàbregas va ser substituït per José Vicente Villaescusa, qui seria director general de RTV Valenciana, i afiliat al Partit Popular. Villaescusa fou també assessor lingüístic de l'expresident de la Generalitat Valenciana Eduardo Zaplana. En 1979 es va dissoldre al fusionar-se amb el Moviment Comunista. Aquest va ser la destinació de bona part de la seva militància; una altra part va optar per desvincular-se del treball polític organitzat; una altra va integrar l'efímera TUM (Tendència d'Unificació Marxista); i altres, en fi es van integrar en el projecte de reactivació del POUM, que tampoc va tenir èxit. Tanmateix, la immensa majoria dels militants acabaren confluint cap a altres organitzacions de l'esquerra (PCE, PSUC, PSOE i altres). La seva incidència en el moviment obrer i popular va ser molt superior a la seva rellevància política mediàtica. Va tenir presència i influència en el moviment obrer del Vallès Oriental, Tarragona, Ford d'Almussafes, País Basc, Illes Balears, en la construcció de Madrid, Córdoba, Granada,Valladolid i Camp de Morvedre (València).

## Joventuts
La seva branca juvenil va ser JIC (Joventuts d'Esquerra Comunista), un de què els seus militants, Iñaki Elicechea, va tenir certa rellevància en ser protagonista d'una campanya de l'organització per a la seva posada en llibertat, després de ser arrestat mentre complia el Servei Militar, per tinença de propaganda subversiva en la seva taquilla.

## Simbologia
Quan encara es denominava COC, adoptava, al costat de les sigles, la silueta d'una falç amb el martell, compacta i alguna cosa rodona. Es desconeix el color d'aquesta silueta, que apareixia en negre per òbvies raons d'economia de mitjans. Més tard, convertida ja en OIC, va adoptar una imatge corporativa certament barroca, consistent en una estrella de cinc puntes amb una falç i martell i un puny tancat superperposats. Els colors d'aquests tres elements eren vacil·lants, amb la probable excepció del puny, que solia ser gairebé sempre blanc.

## Publicacions
- OCTUBRE ROJO
- VALLÈS OBRERO
- UNIVERSIDAD Y COMUNISMO
- BARRICADA COMUNISTA
- CUADERNOS ROJOS (teoria marxista, per a consum intern)
- LA VOZ DE LOS TRABAJADORES
- EL CARRER (País Valencià)
- DEMOCRÀCIA PROLETÀRIA (Mallorca)
- LA VIDA DEL PARTIDO (butlletí intern)

## Llista de militants destacats
- Montserrat Tura i Camafreita, consellera d'Interior i Justícia del govern català.
- Joan M. Tresseras, conseller de Cultura del govern català
- Enric Marín i Otto, membre del Consell d'Administració de la Corporació Catalana de Ràdio i Televisió (2004-2006)
- Dídac Fàbregas i Guillén.
- Gabriela Serra. Mestra i activista, diputada al Parlament de Catalunya per la CUP.
- Santiago Barreras Milla, sindicalista cristià català.
- Vicent Álvarez i Rubio, advocat laboralista valencià. Membre del Consell Valencià de Cultura.
- Luis Planas Puchades, valencià, advocat, inspector de treball, diputat del PSOE en diverses legislatures, ambaixador d'Espanya al Marroc. Ministre d'Agricultura, Pesca i Alimentació des de 2018.
- Enrique Pérez Cañamares, madrileny, exdirector de la Xarxa de Museus de la Diputació de València, amb l'administració del PP.
- Pep Subirós i Puig, escriptor en català.
- Joan Llinares i Gómez, valencià d'Alzira. Ex-Administrador de l'IVAM de València. Director del Museu Nacional d'Art de Catalunya.
- Julián Castellblanque Pérez, saguntí, antic obrer de la construcció; empresari del mateix ram en l'actualitat.
- Miquel López Crespí, escriptor mallorquí en català. Militant del PSM, posteriorment. Activista político-cultural i publicista.
- Antoni Mir i Fullana, expresident de l'Obra Cultural Balear i exdirector General de Política Lingüística de la Generalitat de Catalunya.
- Josep Capó Capella, de Ciutadella (Menorca), Secretari General de PIMEM (patronal de la petita i mitjana empresa de Mallorca).
- Pere Trias Aulí, exalcalde d'Esporles (Mallorca) i Director General de Comerç del Govern Balear.
- Rosa Vich Vich, alcaldessa de Santa Maria del Camí (Mallorca).
- Sebastià Reixach Genovard, Secretari General Tècnic de la Conselleria d'Economia i Comerç del Govern Balear.
- Antoni Pons Cañellas, exdirector de la Fundació "Deixalles" de Mallorca i President de REAS (Xarxa d'Economia Alternativa i Solidària).
- Jaime Bueno, advocat mallorquí, exercí l'acusació particular contra el President Gabriel Cañellas (PP) pel cas "Tunel de Sóller", que acabà amb la dimissió de Cañellas.
- Mateu Morro Marcé, exsecretari general del PSM (Partit Socialista de Mallorca) i exconseller d'Agricultura i Pesca del Govern Balear.
- Maria Duran Febrer, advocada i directora general de Responsabilitat Social Compartida del Govern Balear.
- Antonio Lis Darder, ex-vicepresident de la Diputació de València i exdirector General del IMSERSO, ambdós càrrecs amb el PP.
- José Vicente Villaescusa.
- Alfonso Nieto Alcántara, obrer cordovès, d'origen cristià.
- Antonio Gómez Romero, obrer de la construcció i malmès poeta cordovès.
- Pedro Romero Martínez, advocat madrileny, sindicalista històric de CCOO a Correus.
- Iñaki Elicechea.
- José Luis Ramos Segarra, antic obrer valencià, advocat compromès amb la causa ecologista en l'actualitat.
- Joan Martinez Monjo, narrador i poeta de Gandia, mort d'atac cardíac en 2007
- Pilar Tormo Sainz, mestra i pedagoga valenciana.
- Francisco Signes Martínez, dirigent del metall de CCOO. Antic obrer de MACOSA, a València.
- Jaume Obrador Soler, mallorquí que es convertiria en 1979 en el primer regidor del PSM a Palma, dirigent del moviment veïnal de Palma.
- Paco Mengod, també dirigent històric del moviment veïnal mallorquí i sindicalista de la CGT.
- José Antonio González Alcantud, professor titular d'antropología de la Universitat de Granada, exdirector del Centro de Investigaciones Etnológicas "Ángel Ganivet".
- Fernando Wulff Alonso, catedràtic d'Història Antiga de la Universitat de Màlaga.
- Cándida Martínez López,exconsellera d'Educación i Ciència de la Junta d'Andalusia, actual secretaria d'educación i cultura de l'executiva del PSOE.
- Fernando Martínez López, professor titular d'història contemporània de la Universitat d'Almeria, exalcalde de la ciutat pel PSOE.
- Manuel González de Molina, catedràtic d'Història Contemporània de la Universitat Pablo de Olavide de Sevilla, exdirector general d'agricultura ecològica de la Junta d'Andalusía.
- Rafael Sarazá, conegut advocat laboralista de Córdoba
- Tomás Echave, líder obrer destacat a la vaga de Vitòria de 1976.
- José Vicente Pascual González, escriptor, Premi Azorín de Novel·la, amb un llibre que tractava de l'ambient de la clandestinitat. Columnista del grup Vocento.